# Orosir
Orosir – jeden z okresów paleoproterozoiku; trwał od 2,05 do 1,8 mld lat temu. W tym czasie dochodziło do intensywnych ruchów górotwórczych na praktycznie całej powierzchni Ziemi. Przypuszcza się, że w okresie orosiru (ok. 2023 mln lat temu) w Ziemię uderzyła wielka planetoida, tworząc krater Vredefort (w południowej Afryce) – największy potwierdzony krater uderzeniowy na Ziemi. Orosir jest młodszy od riaku, a starszy od stateru.